# Cadore
Il Cadore (Ciadore in cadorino) è una regione storico-geografica italiana, situata nell'alta provincia di Belluno, in Veneto e in minima parte in Friuli-Venezia Giulia. Interamente appartenente alla zona montuosa delle Dolomiti Orientali, confina con l'Austria a nord (Tirolo e Carinzia), il Trentino-Alto Adige ad ovest, la Carnia, la provincia di Udine e la provincia di Pordenone (Friuli-Venezia Giulia) ad est.

## Origini del nome

Il toponimo, come afferma il glottologo Giovan Battista Pellegrini, è di origine celtica e deriverebbe da catu (battaglia) unito a brigum (roccaforte). Potrebbe essere stato il nome dell'attuale Monte Ricco, dove esisteva un antico castelliere. La prima menzione scritta del nome di Catubrini risale ad un'epigrafe sepolcrale del II secolo d.C. ritrovata a Belluno nel 1888, in cui un cives romanus, Marcus Carminius, appare loro 'patrono' nell'ambito della tribù Claudia. Santi protettori del Cadore, da epoca immemorabile, sono Ermagora e Fortunato giacché l'arcidiaconato del Cadore faceva anticamente parte del patriarcato di Aquileia.

## Geografia

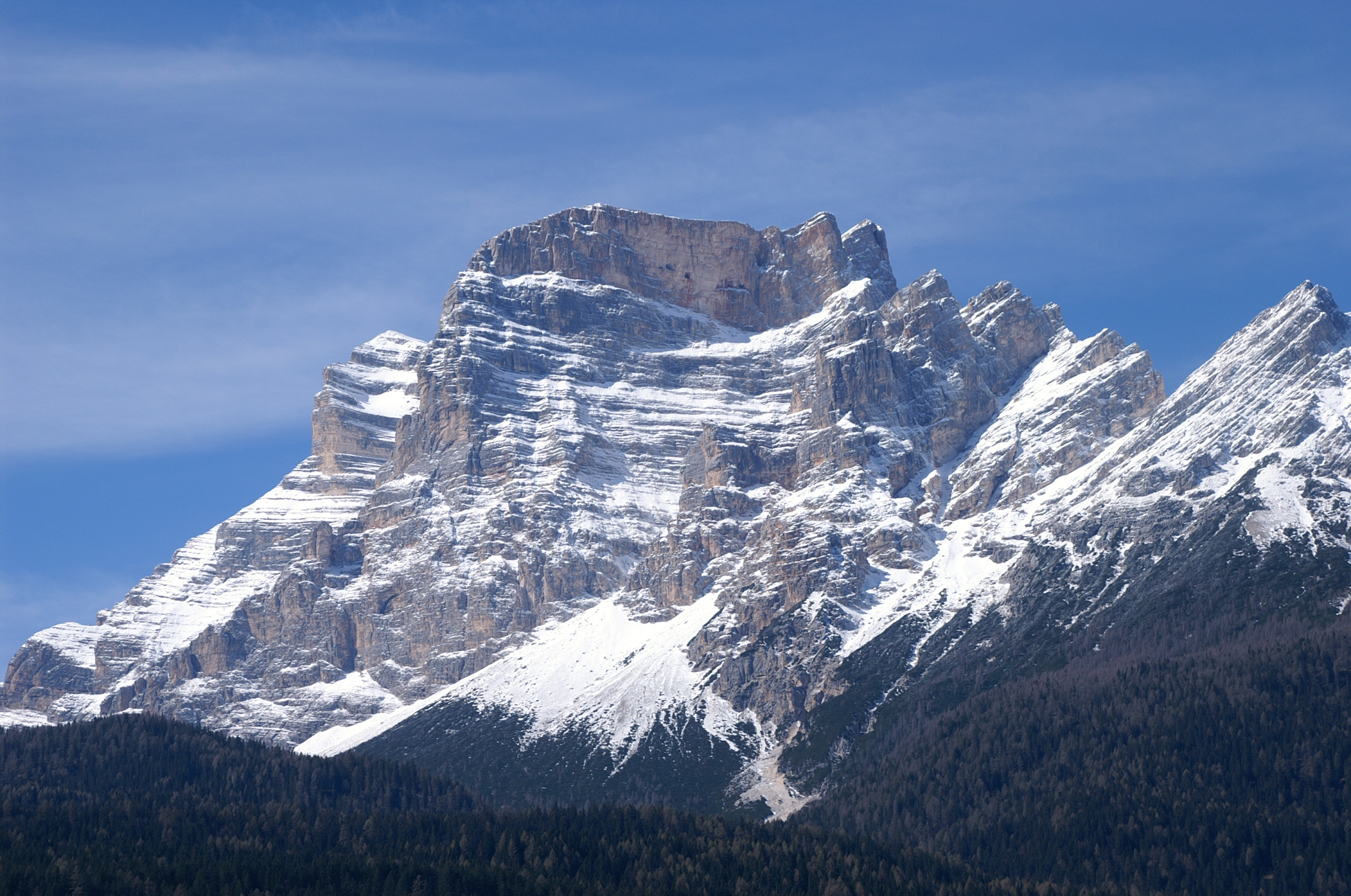
Il Pelmo da San Vito di Cadore.

È compreso tra il 46° 17' 35" e 46° 41' di latitudine nord e tra 0° 18' ad ovest e 0° 28' ad est del meridiano di Roma. La sua superficie è di 1427,221 km². Il numero di abitanti (Cadore 32 179 + Ampezzo 5 921) era di 38 100 nel 2011. Come area o regione geografica, con connotazioni storico-culturali molto radicate, comprende tutto il bacino idrografico del fiume Piave, dalla sua sorgente sul Peralba alla località di Termine di Cadore. La sua linea di confine segue lo spartiacque del bacino come segue:
- Nord: da Cima Sappada al Peralba fino al Col Quaternà e al Passo di Monte Croce di Comelico lungo le creste di confine (delle quali il celebre Monte Cavallino e il Monte Palombino fanno parte). La linea continua verso il Monte Popera, la Croda dei Toni, le Tre Cime di Lavaredo fino al Monte Cristallo e alla Croda Rossa;
- Ovest: il Cadore è diviso dalla Val Pusteria e della Val Badia dallo spartiacque composto da Croda del Becco, Fanes, Monte Cristallo fino a raggiungere il Passo di Falzarego e Tre Croci. Lo separa dalle zone dell'Agordino e dello Zoldano lo spartiacque delle valli dei fiumi Maè e Cordevole composto da maestosi gruppi montuosi quali Nuvolau, Pelmo, Bosconero. In più gli appartengono storicamente il comune di Zoppè di Cadore (val di Zoldo) e Selva di Cadore (val Fiorentina).
- Est: partendo da Termine i monti che dividono il Cadore dalla Carnia: il Duranno, la Cima dei Preti, gli Spalti di Toro, il Monte Cridola, la Terza Grande e il Peralba.

Il Cadore (che lo storico Antonio Ronzon definì "… Scrissi da una parte Pelmo, dall'altra Peralba e dissi: Usque huc et non amplius! (fin qui e non più ampio)": "Piccola Patria") viene generalmente suddiviso nei seguenti sub-territori:

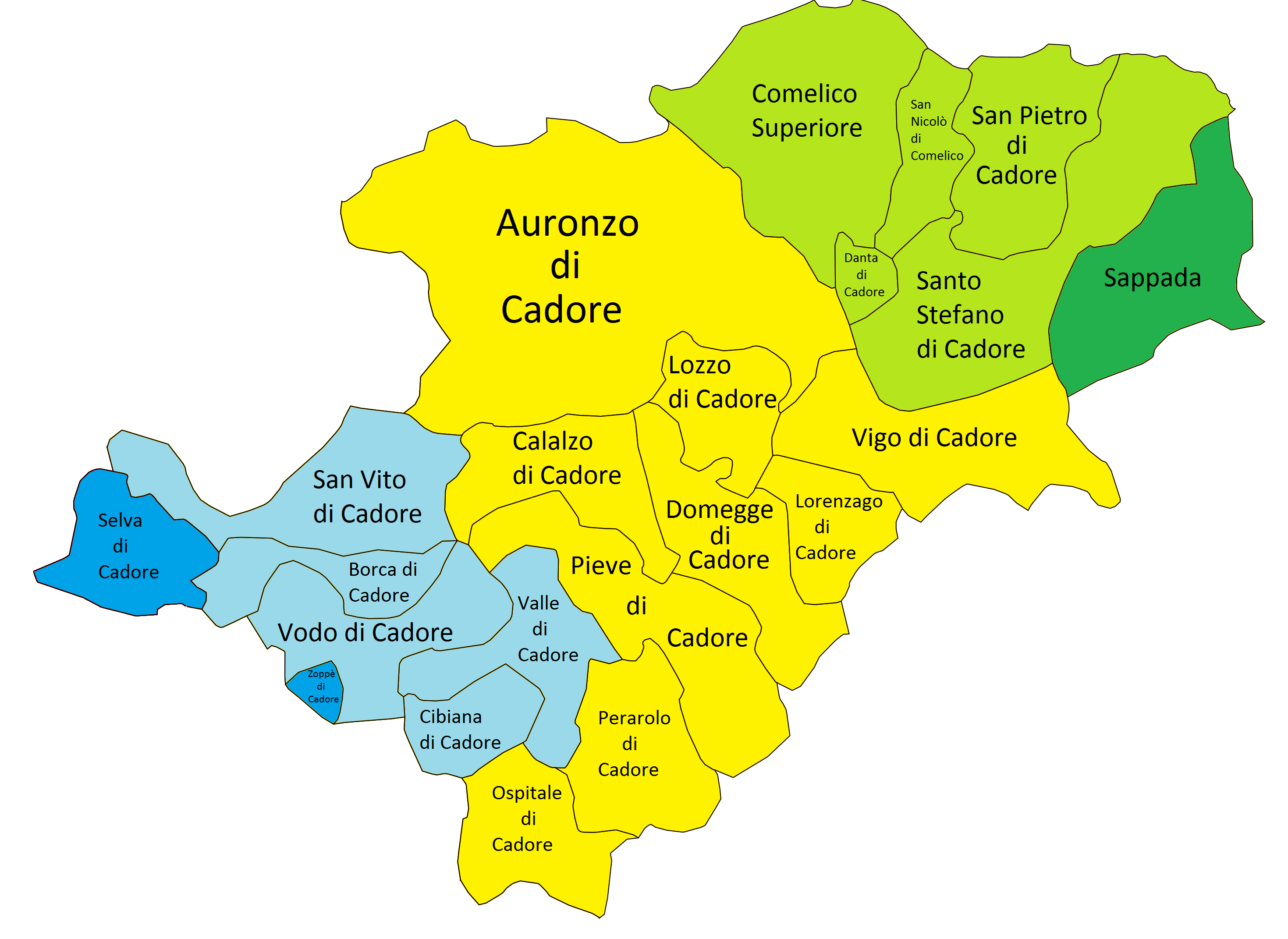
Mappa del Cadore per territori storico-geografici. In giallo il Centro Cadore, in verde il Comelico con Sappada ed in azzurro la Val Boite con la zona di Oltremonti più scura.

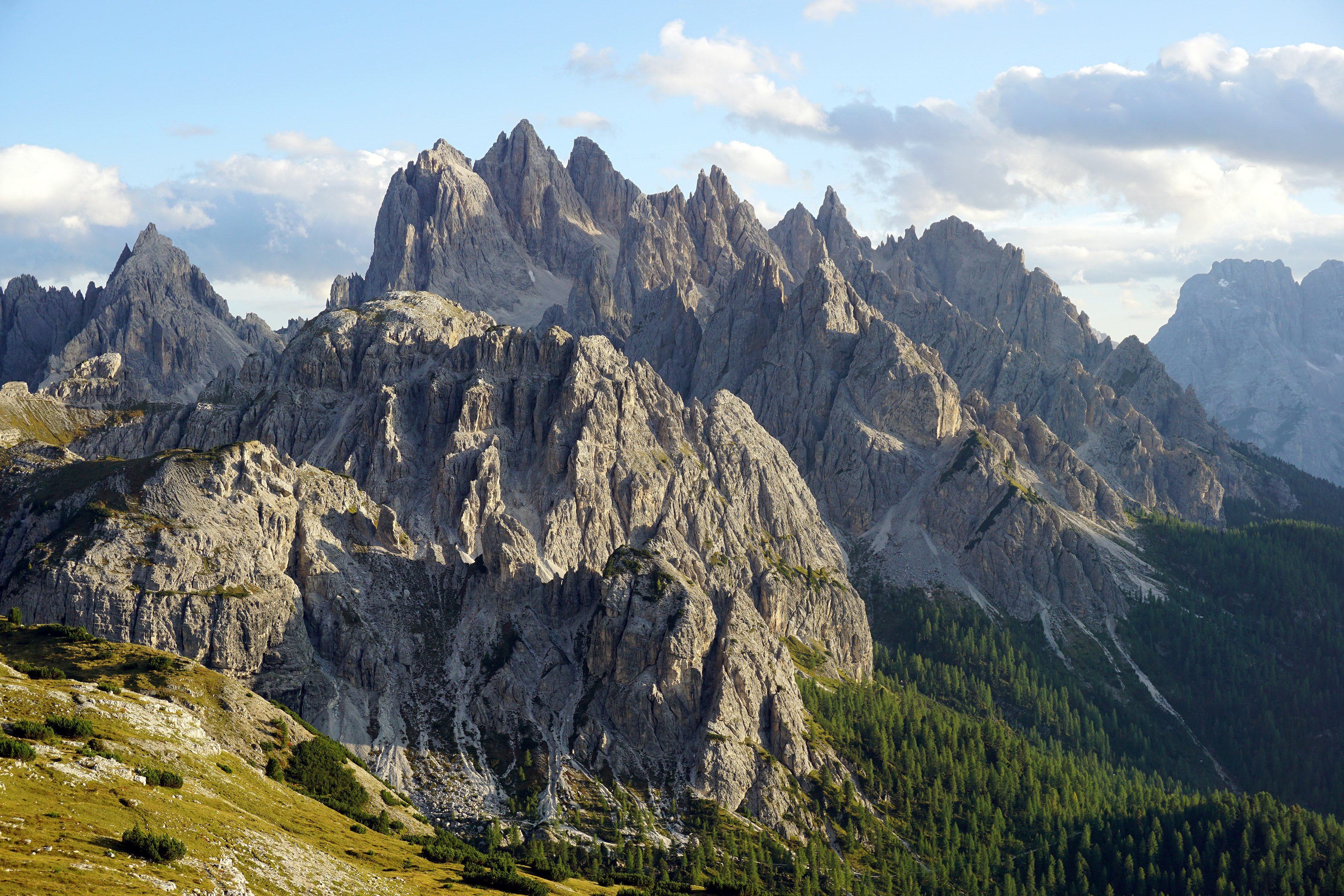
Cadini di Misurina

- il Comelico (o Alto Cadore, unito alla Val d'Ansièi dal Passo di Monte Zovo e dalla galleria Comelico),
- Sappada, nella parte più a nord della Valle del Piave.
- il Centro Cadore (Alta Val del Piave, da Pieve fino alla confluenza dell'Ansiei con il Piave, Val d'Ansièi e Oltrepiave[3]),
- la Val Bóite con l'Oltrechiusa e l'Oltremonti.

Il comune di Cortina d'Ampezzo, nei documenti antichi Ampitium Cadubri, che fa parte del Cadore geografico, fu staccato politicamente dal Cadore e dalla Repubblica di Venezia per conquista da parte di Massimiliano d'Asburgo nel 1511, ed è rimasto fino al Trattato di Saint Germain del 1919 sotto l'impero asburgico (Tirolo). Pur maturando una propria identità ampezzana, la lingua ladina locale e quella degli altri paesi cadorini, specie di quelli dell'Oltrechiusa, sono rimaste piuttosto simili. Gli stemmi peraltro presentano delle analogie: due torri incatenano un abete (stemma del Cadore); due abeti incatenano una torre (stemma d'Ampezzo).
Anche Sappada, alla testa della valle del Piave, conserva una propria peculiarità storica e linguistica rispetto al resto del Cadore: la sua parlata autoctona non è ladina, ma carinziana; e la sua aggregazione al resto della regione è avvenuta solo nel XIX secolo, anche se, al tempo dei da Camino faceva parte dei loro domini (A. Ronzon).

### Orografia

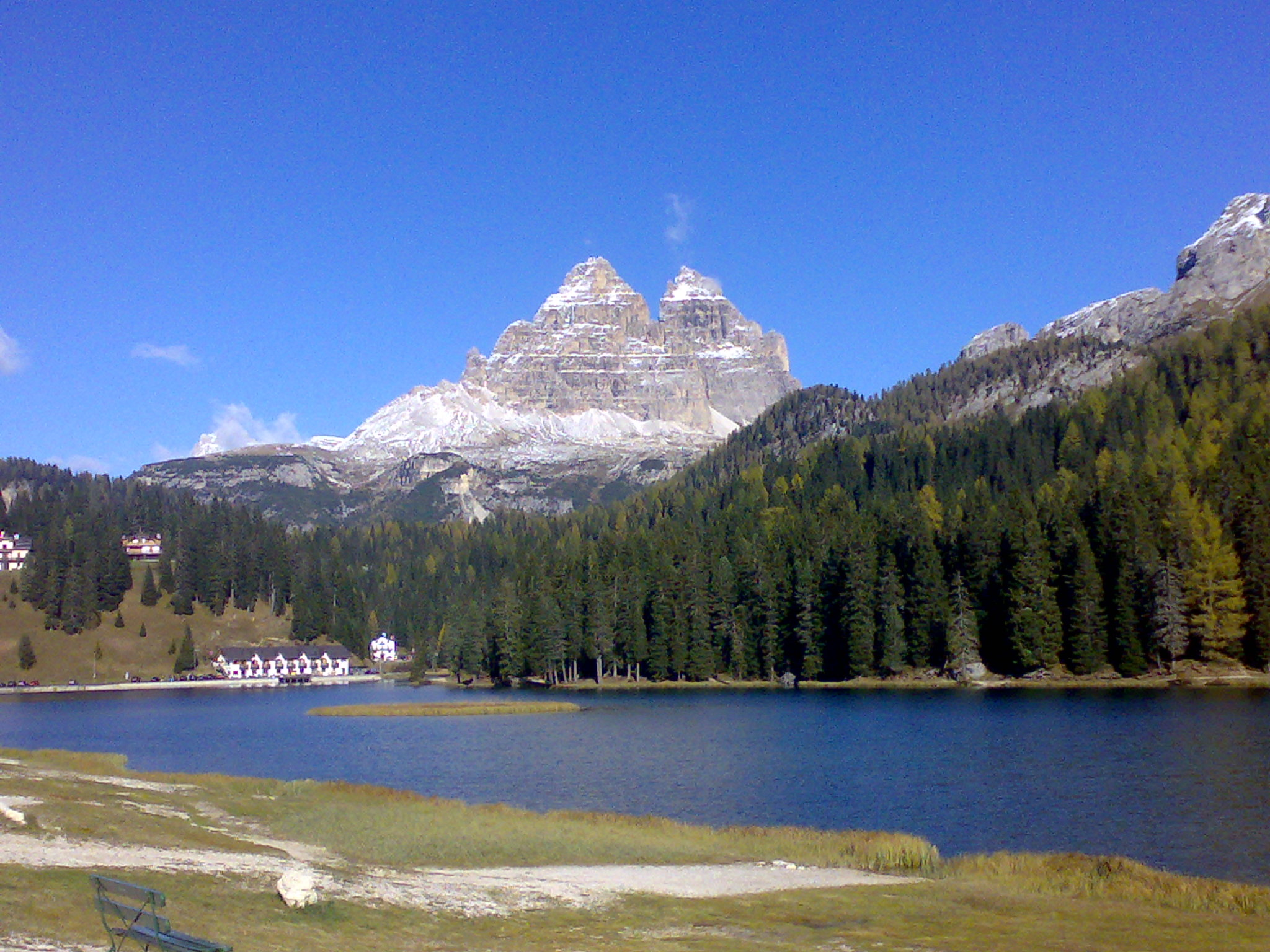
Il lago di Misurina, la perla delle Dolomiti - Auronzo di Cadore.

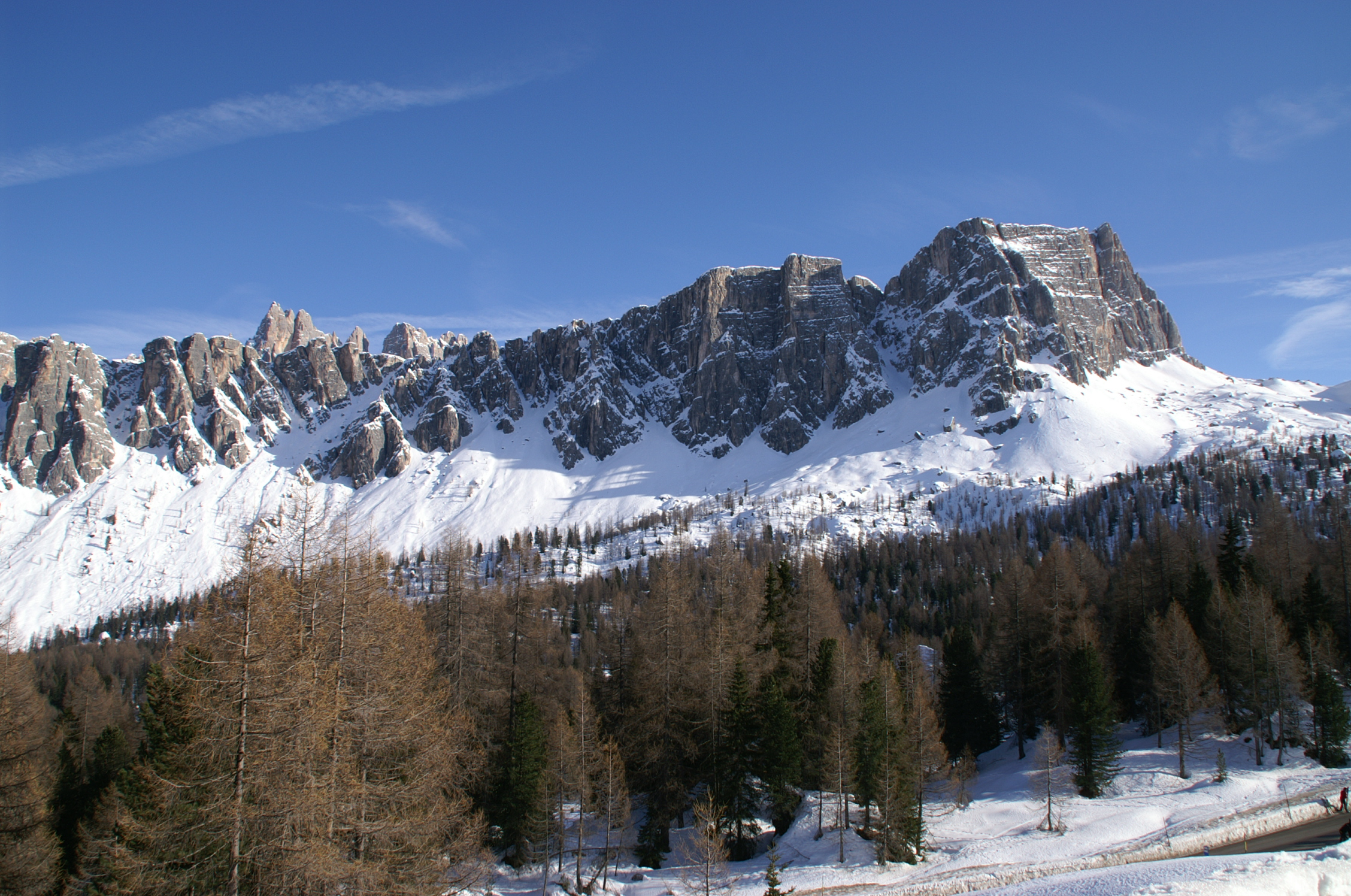
I Lastoi de Formin - San Vito di Cadore.

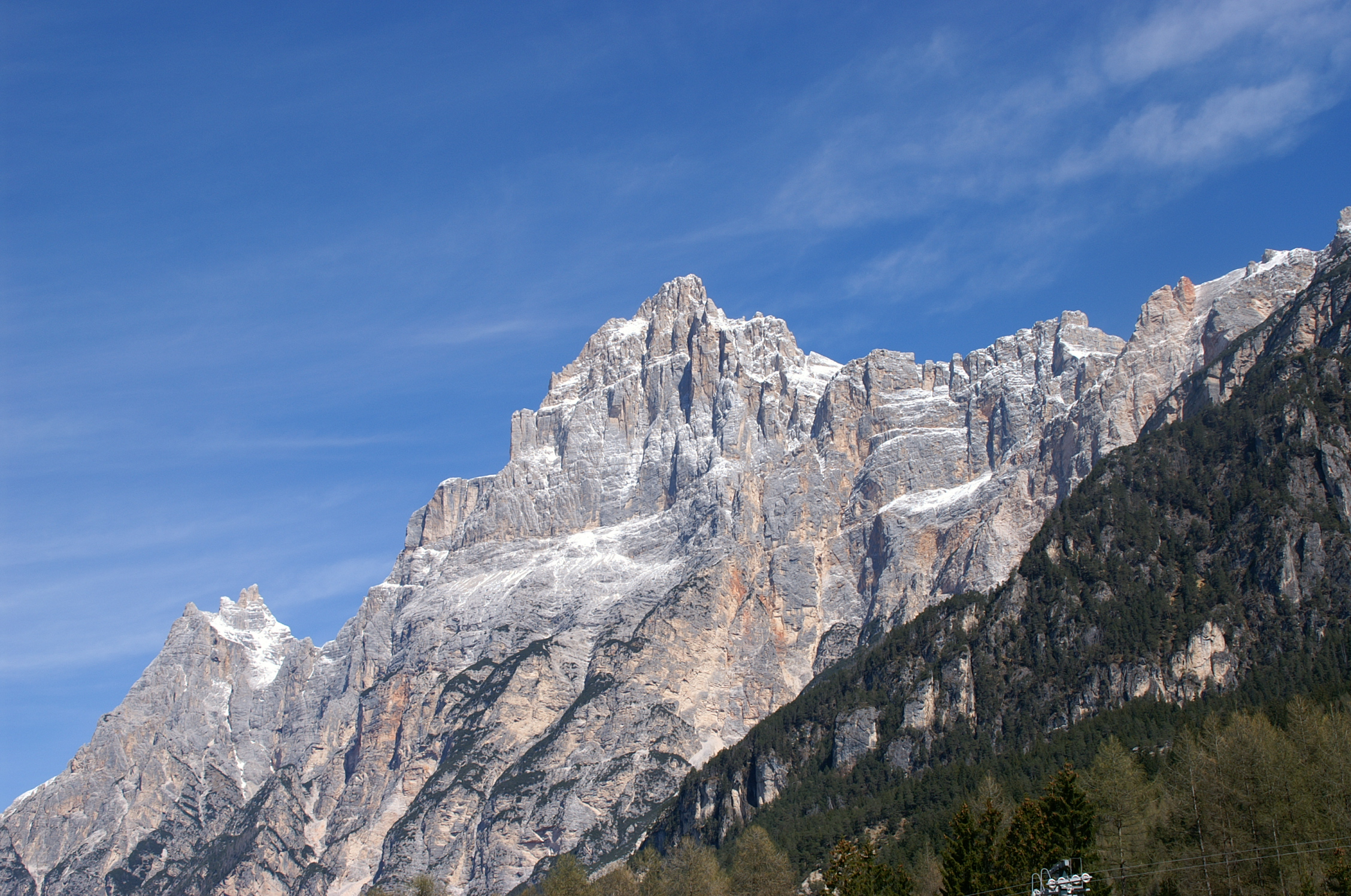
La Croda Marcora - San Vito di Cadore.

Il Cadore è ricco di gruppi montuosi ed altre peculiarità ambientali e paesaggistiche. Il reticolo di paesi, non eccessivamente popolati, nonché il lungo perdurare di un sistema di proprietà collettiva, non hanno stravolto il paesaggio cadorino. Esso è, anzi, particolarmente conservato, e a tratti selvaggio in alta quota.
Venendo ai gruppi montuosi, il territorio del Cadore comprende:
- per intero le omonime Dolomiti Cadorine, nonché
- parte del Gruppo del Sorapiss (classificato fra le Dolomiti Ampezzane);
- parte del Gruppo del Cristallo (classificato fra le Dolomiti Ampezzane);
- parte del Gruppo del Nuvolau (classificato fra le Dolomiti Ampezzane);[4]
- parte del Gruppo della Croda da Lago (classificato fra le Dolomiti Ampezzane);
- il Pelmo e parte del Gruppo del Bosconero (classificati fra le Dolomiti Settentrionali di Zoldo);
- la parte meridionale delle Dolomiti di Sesto, ovvero del gruppo che è parte nel bacino idrografico del Piave;
- la parte occidentale delle Dolomiti Friulane, ovvero del gruppo che è parte nel bacino idrografico del Piave;
- un tratto della Catena Carnica Principale, segna il confine settentrionale del Cadore con l'Austria e che comprende anche il massiccio del Peralba.

### Idrografia
Il territorio del Cadore è attraversato dal fiume:
- Piave (Piae/Piai)

e dai torrenti, suoi affluenti:
- Boite (Guoite/Buoite)
- Ansiei (Ansian)
- Padola (Padla)

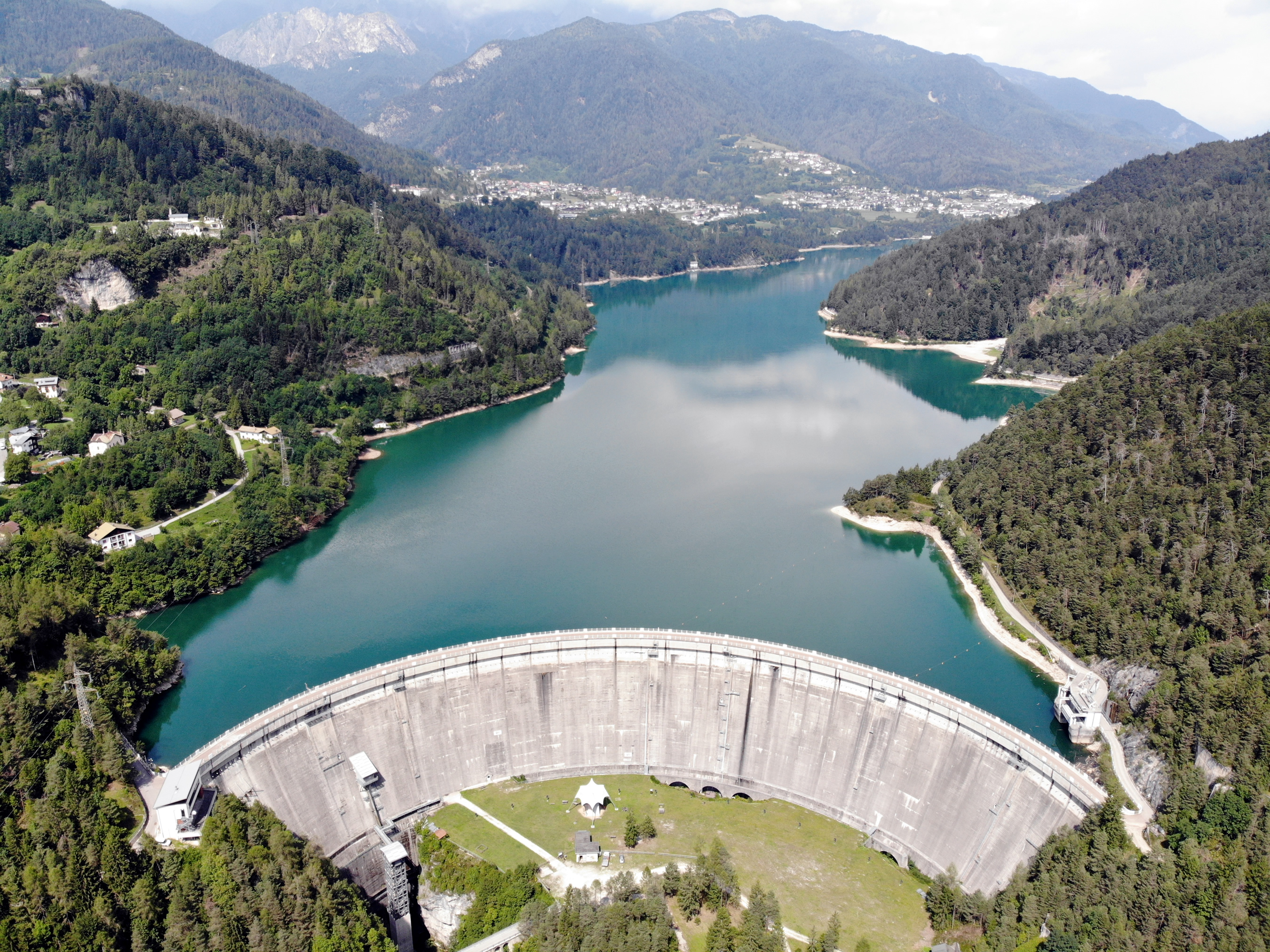
Lago di Centro Cadore

oltre che da numerosissimi altri corsi d'acqua di minore interesse. Anche il fiume Tagliamento ha le proprie sorgenti in territorio cadorino.
Inoltre un numero notevole di laghi arricchisce il patrimonio idrico della zona, zona che contribuisce ad un'importante produzione di energia idroelettrica (la producibilità teorica media annuale degli impianti idroelettrici Enel in provincia di Belluno è di 2392 GWh). Indichiamo i più importanti e caratteristici:
- Lago di Misurina
- Lago di Sorapiss
- Lago d'Antorno (Auronzo di Cadore)
- Lago di Sant'Anna (Padola)
- Laghetto delle Tose (de la femenes) (Calalzo di Cadore)
- Lago di Centro Cadore (artificiale)
- Lago di Auronzo (artificiale)
- Lago del Comelico (artificiale)
- Lago di Valle di Cadore (artificiale)
- Lago di Vodo di Cadore (artificiale)
- Lago di Cestella (Danta di Cadore)
- Laghetto delle Baste (de la Bastes) (San Vito di Cadore)
- Laghi d'Olbe (Òlbe seaber) (Sappada)

## Storia

### Antichità
Il ritrovamento dell'Uomo di Mondeval (sepoltura mesolitica risalente a 8 000 anni fa) nell'omonima località tra Selva e San Vito di Cadore, ne testimonia la presenza umana nel periodo preistorico. Alcuni studiosi ritengono però che la più antica popolazione stanziatasi fosse composta da tribù protoceltiche, genti di origini indoeuropee diffuse nell'Europa centro-occidentale e caratterizzate dalla comune cultura di Hallstatt. Le ipotesi sono però controverse e negli ultimi anni sta diventando sempre più consistente quella secondo la quale i primi abitanti stabili fossero i Reti, ipotesi già sostenuta da Giuseppe Ciani e Antonio Ronzon (recentemente è stata rinvenuta anche una chiave di tipo alpino-retico a Cima Gogna).
Certamente si insediarono gli Euganei e successivamente i Paleoveneti (VI-V secolo a.C.), che vi portarono la civiltà del piombo e del ferro, la presenza dei quali è testimoniata dalla stipe votiva messa in luce a Lagole. In seguito arrivarono i Catubrini, facies propria di stirpe celtica con numerosi contatti oltralpe e molte similitudini con i Carni del Friuli (probabilmente i Cadorini erano un ver sacrum dei Carni). Il Cadore fu dunque un'area molto dinamica, che rivestì il ruolo di confine aperto e dove si fusero culture diverse.
Sembra che già dal 184 a.C. (per alcuni in epoca successiva, nel 115 a.C.) il Cadore fosse sottomesso ai Romani che, in seguito, lo aggregarono alla Regio X Venetia et Histria con capitale Aquileia, municipium Julium Carnicum, con la concessione della cittadinanza (gens Claudia) attorno al 15 a.C. Di questo periodo restano numerose testimonianze costituite da lapidi, cippi, monete e medaglie. Il ritrovamento più importante è però quello relativo ad alcune strutture pertinenti ad un'abitazione romana, databile alla seconda metà del II d.C. e scoperta a Pieve nel 1952, durante la costruzione del nuovo Municipio. Forse era l'abitazione di un personaggio importante, ma non è da escludere che si trattasse d'un piccolo bagno pubblico, ad uso degli abitanti ma anche della gente di passaggio. Dell'edificio sono stati scavati tre ambienti, tutti con pavimentazione a mosaico e provvisti di riscaldamento a ipocausto, con pilastrini ed archetti in pietrame ancora ben visibili. In uno degli ambienti fu rinvenuto il pavimento musivo più complesso, in tessere bianche e nere con rare inserzioni di tessere rosse, decorato da pelte, un delfino ed un kantharos, campiti da cornici geometriche in tessere nere. Tale pavimento è ora esposto nel Palazzo della Magnifica Comunità di Cadore, sede del Museo Archeologico Cadorino. Resti di ville romane sono state ritrovate anche a Valle, in località Steàn.
Di costruzione romana era anche una strada passante per la valle del Piave, che collegava il territorio con la pianura da una parte e il Norico dall'altra. Tracce di questa strada sono state ritrovate ad Ospitale, Valle, Lozzo e a Passo di Monte Croce Comelico. Un'altra antica via di comunicazione collegava il Cadore con la Carnia e il Friuli attraverso il Passo della Mauria. Nel IV-V secolo il Cadore, compreso Ampezzo, era quasi tutto cristianizzato per opera di missionari aquileiesi.

### Medioevo
Caduto l'Impero romano d'Occidente nel 476, in Italia si avvicendarono dapprima il Regno di Odoacre (476-493), poi quello degli Ostrogoti (493-553), a cui successero brevemente i Bizantini (553-568) ed infine i Longobardi (568-774). A quest'ultimo periodo risale l'organizzazione del territorio mediante le Regole. Con l'annessione del Regno longobardo da parte dei Franchi (774-884), il Cadore venne integrato nella struttura del nascente Sacro Romano Impero, dipendendo prima dalla Marca del Friuli e poi dal Ducato di Carinzia (884-1077). Nel 973 è attestata la pertinenza di alcune parti del Cadore ai domini secolari del Vescovo di Frisinga.
Nel 1077 l'imperatore Enrico IV creò lo Stato patriarcale di Aquileia, attribuendo al patriarca Sigeardo di Beilstein poteri temporali su un vasto territorio, comprendente anche il Cadore. Dal punto di vista spirituale il Cadore era sempre stato, dalle origini della sua cristianizzazione, nella giurisdizione spirituale di Aquileia (fino al 717 con la diocesi di Zuglio, suffraganea di Aquileia, e poi direttamente sotto la diocesi di Aquileia). Sempre nell'XI secolo è attestata l'esistenza dell'Arcidiaconato del Cadore, come una delle quattro ripartizioni interne della Diocesi aquileiese. Il Patriarcato concesse il Cadore in epoca successiva in vassallaggio ai Colfosco (ramo dei Collalto) e, nel 1138, per eredità diretta ai da Camino (Guecellone II da Camino, figlio di Gabriele I da Camino e di Metilda di Collalto, ricevette in eredità dallo zio materno Alberto di Collalto la Curia del Cadore) fino al 1335, anno dell'estinzione della linea maschile di questo casato di origine longobarda.
Attorno al XIII secolo si consolida l'uso degli statuti comunali e degli statuti rurali signorili, e le comunità di villaggio cadorine (regole) si federarono dando origine alla Magnifica Comunità di Cadore, che ottenne dal Conte Biaquino III da Camino gli Statuta de Cadubrio per illos da Camino.
Con la morte nel 1335 di Rizzardo III da Camino (per certuni Rizzardo VI), in seguito alle ferite riportate in battaglia contro le truppe patriarchine, non avendo questi eredi maschi, cessò la signoria caminese ed il Cadore sarebbe dovuto tornare direttamente sotto i Patriarchi. Tuttavia i cadorini assunsero il patrocinio di Caterina, Beatrice e Rizzarda, le sue tre figlie orfane, e con ciò anche la potestà feudale. Dal 1337 al 1347 firmarono un patto di indipendenza, che garantiva autonomia amministrativa, con Giovanni Enrico di Lussemburgo, duca di Carinzia e conte del Tirolo e il fratello Carlo, re di Boemia e futuro imperatore Carlo IV, passando sotto la loro protezione. Nel frattempo la Magnifica Comunità promulgò gli Statuti cadorini nel 1338 e, nel 1341, i conti del Tirolo Ludwig di Brandeburgo e Margherita Maultasch ne recepirono il protettorato. Il Cadore ritornò infine, nel 1347, direttamente sotto il Patriarcato allora retto da Bertrando di San Genesio. Il patriarca venne a Pieve nel maggio con le proprie truppe, e riconobbe la validità degli Statuti, le istituzioni cadorine e il sistema di autogoverno. Il 1347 è quindi un anno fondamentale per il Cadore, perdurando la situazione di autonomia fino al 1420, anno in cui la Repubblica di Venezia pose fine al potere temporale dei patriarchi.

### La Serenissima

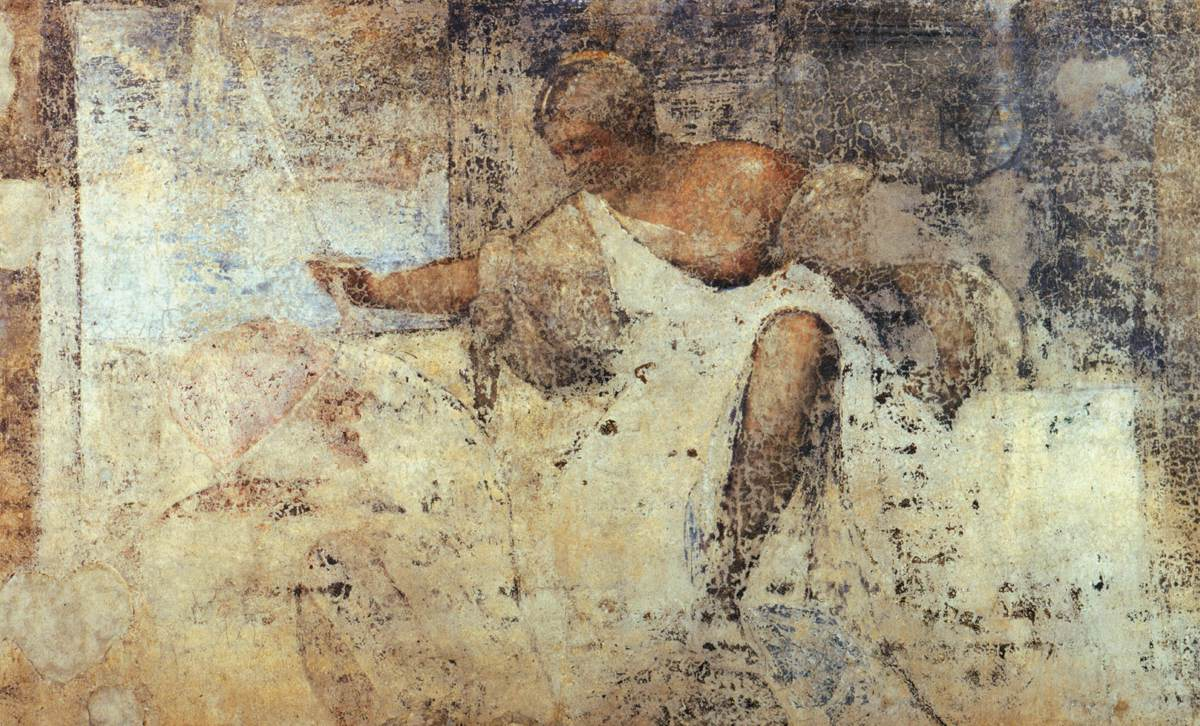
La Giustizia o Giuditta - Tiziano, allegoria della Serenissima.

Alla caduta del potere temporale dei Patriarchi, in seguito alla Guerra tra Repubblica di Venezia e Regno d'Ungheria, i cadorini, dopo aver chiesto ed ottenuto di sciogliere formalmente il giuramento di fedeltà al Patriarcato di Aquileia, nel 1420 votarono all'unanimità la loro dedizione alla Serenissima. La Comunità venne inquadrata nel reggimento, ma ottenne in cambio un'ampia autonomia amministrativa che gestiva attraverso le forme autoctone di governo previste dai suoi Statuti. I cadorini non mancarono di riconoscenza, donando a Venezia, nel 1462, il grande bosco di Somadida, detto poi di San Marco, dal quale la Serenissima trasse antenne ed il legname per le sue navi.
A quei tempi il Cadore era diviso in dieci centenari (Pieve, Auronzo, Comelico Superiore, Comelico Inferiore, Ampezzo, Oltrepiave, Domegge, Valle, Venas, San Vito). Il governo della Comunità risiedeva a Pieve di Cadore presso il Palazzo della Magnifica Comunità di Cadore, nel quale si riunivano i membri eletti dalle 27 Regole delle comunità di villaggio, dotate dei propri statuti.
Nel mese di giugno 1507, l'imperatore Massimiliano I d'Asburgo chiese alla Repubblica di Venezia di passare sulle sue terre per recarsi a Roma per farsi incoronare, accompagnato dal suo esercito. La Repubblica di Venezia, temendo che fosse un pretesto per invaderla, dopo molte esitazioni rispose che avrebbe acconsentito al transito dando disposizioni perché gli venissero resi i dovuti onori, ma che se avesse voluto passare col proprio esercito gli avrebbe opposto resistenza. L'imperatore invece si preparò alla guerra, ammassando truppe ai confini presso Brunico e nella Val Pusteria. Nel gennaio 1508 dichiarò guerra ai veneziani e, pur con la neve alta, occupò il Cadore con oltre 7 000 soldati comandati da Sixt von Trautson. Non potendo riuscire a mantenere una truppa così numerosa, ne mandò indietro 2 500, con il bottino requisito ai cadorini. Immediatamente Venezia, già in allerta, ordinò al Capitano Bartolomeo d'Alviano di muovere le sue truppe, di stanza nelle caserme di Bassano, per assalire gli invasori. In pieno inverno e con un paio di metri di neve sui passi, 2 500 soldati veneziani salirono per Feltre, Zoldo, Cibiana e Valle aprendosi la strada spalando la neve a mano, e giunse nella valle di Rusecco alle spalle degli ignari invasori. Il 2 marzo 1508, con questo tranello, gli imperiali furono tratti allo scoperto e caddero nell'imboscata tesa dall'Alviano venendo sterminati.
Nel 1509 le truppe imperiali, ritornate per vendicare, subirono una nuova sconfitta. Altre incursioni tedesche avvennero nel 1511 con la devastazione di alcuni villaggi incendiati e il diffondersi della peste. Lorenzago, ad esempio, contò numerosi morti per la pestilenza. La guerra della Lega di Cambrai si protrasse per alcuni anni e, alla stipula della pace, l'imperatore, che aveva conquistato il Castello di Botestagno e quello di Pieve,sottratto l'originale degli Statuti (ancora oggi conservati a Innsbuk), tra l'ottobre e il dicembre del 1511, ottenne Ampezzo. Da allora, con l'autonomia concessa da Massimiliano, Ampezzo si governò da sé, nominando un Consiglio e le altre cariche previste dagli Statuti cadorini, i quali rimasero sostanzialmente in vigore anche per la loro Comunità, ormai separata dal Cadore. 
Da allora Pescul, staccata da San Vito, divenne la decima centena cadorina. Il Cadore rimase parte della Repubblica di Venezia fino alla sua caduta il 12 maggio 1797 in seguito al Trattato di Campoformio.

### Ottocento

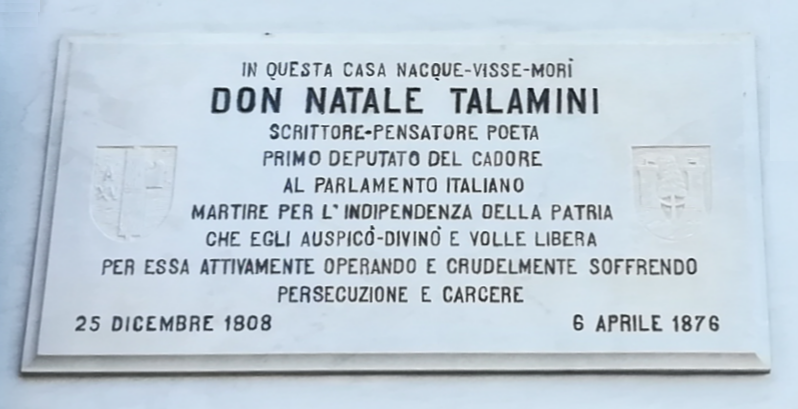
Targa in ricordo di don Natale Talamini, Pescul.

Per quasi tre secoli seguì un periodo di relativa calma sempre sotto la protezione della Repubblica di San Marco finché nel 1797 Napoleone pose fine alla Serenissima e, dopo un paio d'anni, cedette il territorio all'Austria fino al 18 marzo 1805, anno in cui le province venete furono riunite al napoleonico Regno Italico; fu istituito il Dipartimento della Piave, venne introdotto il Codice napoleonico, soppresse le Regole con i loro Laudi ed istituiti i Comuni (intesi come municipalità). Alla caduta di Napoleone nel 1814 il Cadore passò sotto l'Austria che costituì il Regno Lombardo-Veneto e, dopo le vicende del Risorgimento italiano passò sotto il sabaudo Regno d’Italia nel 1866 al termine della terza guerra d’indipendenza, della quale in Cadore si ricorda il combattimento di Treponti in prossimità di Vigo, avvenuto il 14 agosto 1866. Dopo il referendum nazionale del 2 giugno 1946 fa parte della Repubblica Italiana e, con l'istituzione delle Regioni, nel 1970, fa parte del Veneto.

### Risorgimento

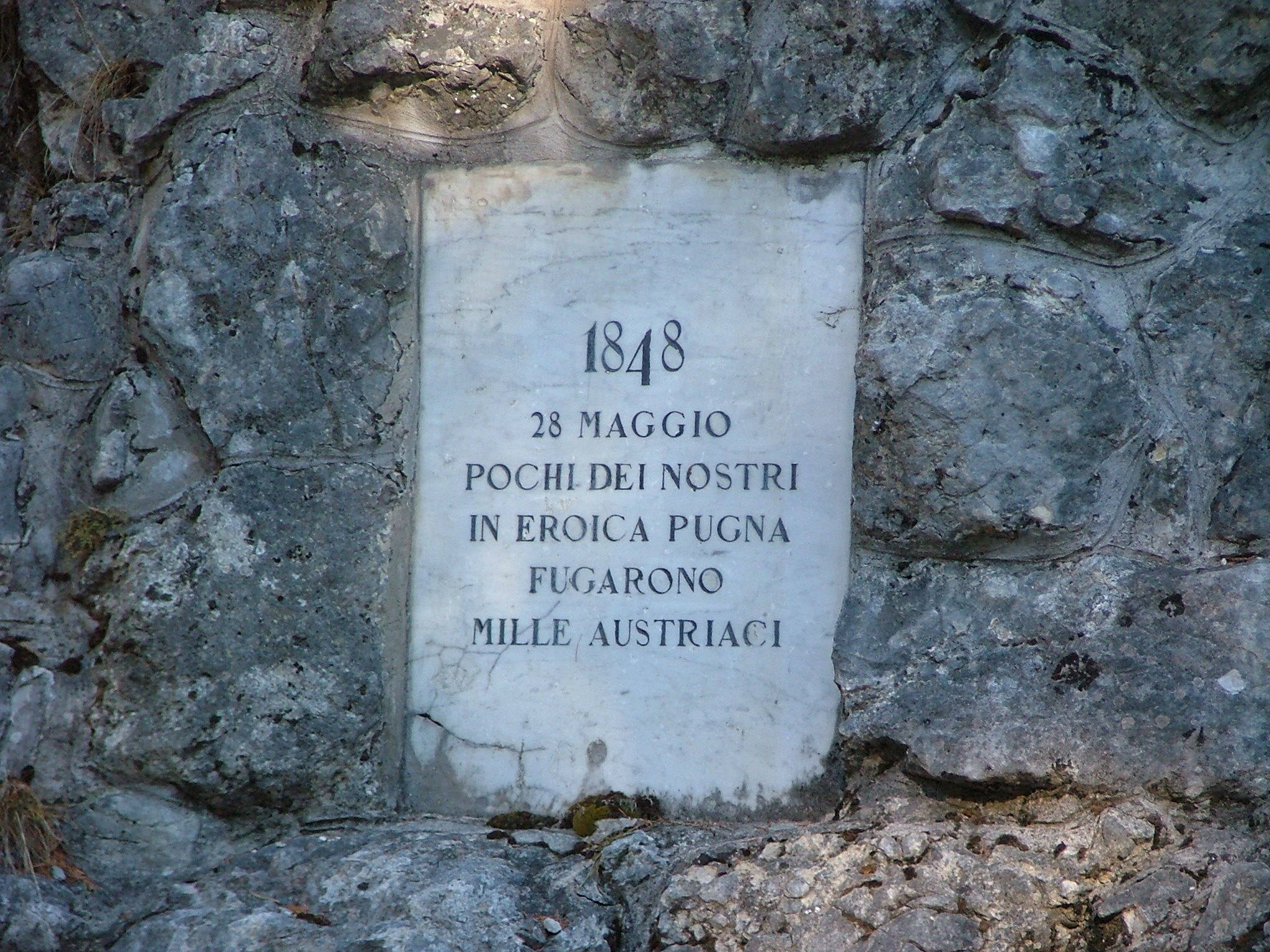
Lapide commemorativa della battaglia di Rindemera, Vigo.

Nel 1848, l'Italia era pervasa da un crescente desiderio di unità e partecipazione popolare. Il tutto ebbe inizio il 12 gennaio, quando Palermo insorse con veemenza contro Ferdinando II, costringendolo a concedere una costituzione. L'onda di cambiamento si propagò rapidamente: in poco tempo furono obbligati a promulgare lo statuto anche Leopoldo II di Toscana, Carlo Alberto di Savoia  e il papa Pio IX.
Il Cadore, profondamente legato alla tradizione veneta, non rimase indifferente ai moti rivoluzionari. Il 28 marzo, il Municipio di Cadore inviò un messaggio entusiasta al Governo provvisorio della neonata Repubblica di Venezia. Le loro parole risuonavano di un'emozione palpabile: "Se il grido di Viva la Repubblica, Viva San Marco, fu come scossa elettrica per tutti gl’Italiani alla Veneta dominazione soggetti, qual’effetto immenso, indescrivibile, questo magico grido non doveva portare ai Cadorini petti? Sì, i Cadorini, datisi volontariamente alla Repubblica, onorati del titolo di Fedelissimi – titolo mai smentito e che mai cessarono dal meritare.- E gli ordini della Repubblica, ora felicemente risorta, essi attendono impazienti, onde potersi a quelli uniformare e con quelli sé reggere.".

### Prima guerra mondiale

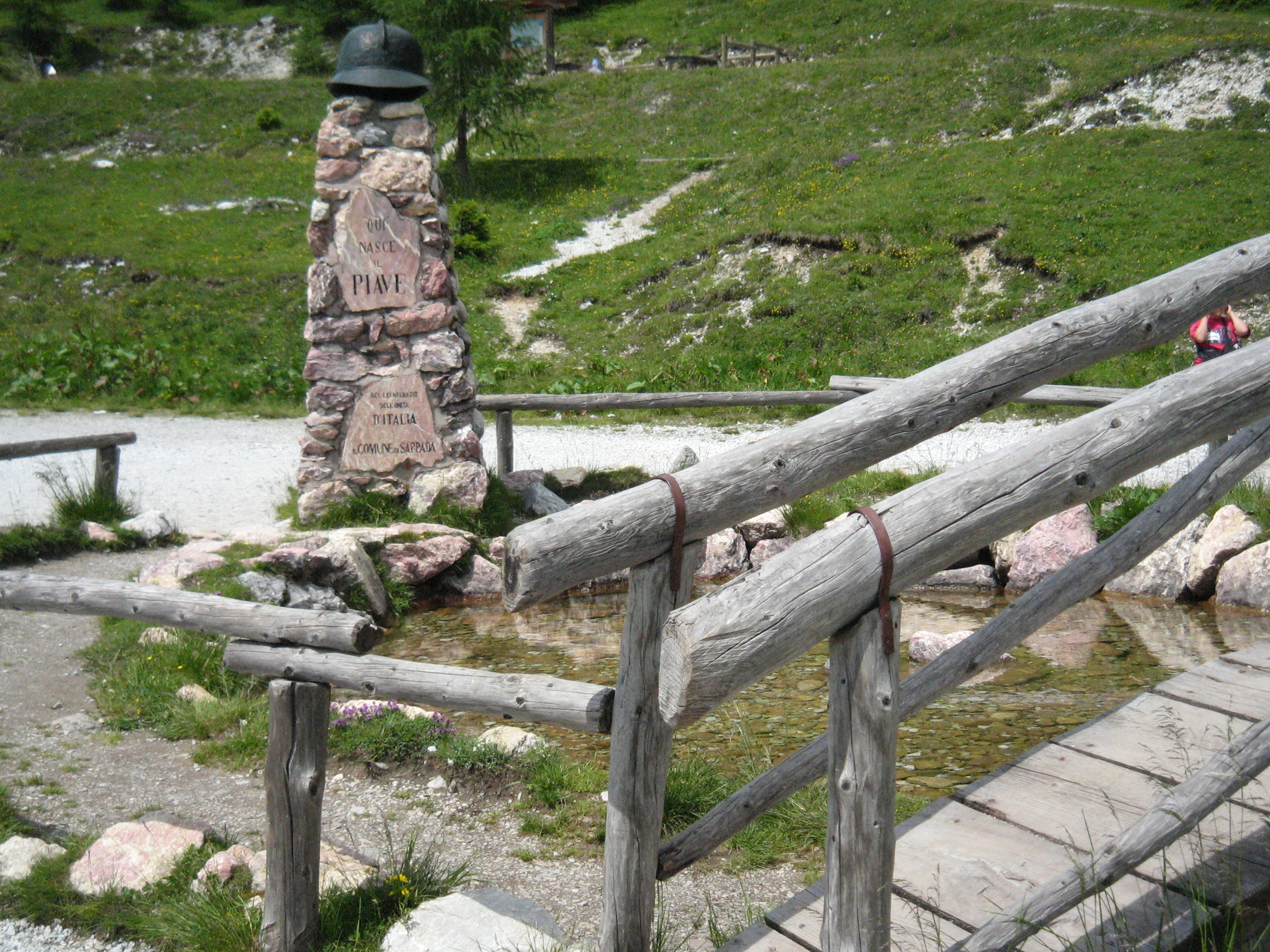
Le sorgenti del Piave, in comune di Sappada.

Il Cadore fu al centro dei combattimenti nel corso della prima guerra mondiale. Si combatté sulle Tofane e sul monte Piana una guerra di posizione. La fanteria, supportata da alcuni battaglioni di alpini e bersaglieri, si schierò su tutta la linea del fronte dolomitico, dal monte Cristallo, alle Tre Cime di Lavaredo e a Region Popera. Vennero costruite numerosi forti sulla linea di fronte, poi rapidamente abbandonati in seguito alla ritirata del 1917, a seguito della disfatta di Caporetto, per poi essere rioccupati solo durante le ultime fasi di guerra, ad ottobre 1918.
Ritornando al Monte Piana, ricordiamo che le due cime (quella sud denominata dagli italiani monte Piana e quella nord denominata dagli austriaci monte Piano), poste a circa 2.300 m s.l.m. in posizione strategica, sono separate da un pianoro e dalla forcella dei Castrati e comprese tra due gruppi: ad Est le Tre Cime di Lavaredo, a Sud-Ovest il gruppo del Cristallo-Piz Popena. Nel maggio 1915, all'atto della dichiarazione di guerra, gli austriaci abbandonano queste cime (e così altre nella zona) e si ritirano nei punti fortificati nella val di Landro. Pochi giorni dopo gli alpini occupano la Cima Sud di Monte Piana. La notte del 7 giugno 1915 gli austriaci, dopo una intensa preparazione di artiglieria e aspri combattimenti, si attestano sulla Cima Nord.
Il 15 luglio 1915, fanti e alpini assaltano le trincee austriache supportati dall'artiglieria ma, dopo i pesanti bombardamenti dell'artiglieria nemica di Malga Specie e di Monte Rudo e del contrattacco, si ritirano sulle postazioni di partenza; la conquista è svanita e la Cima Nord torna austriaca. Dopo queste operazioni iniziano grossi lavori di costruzione di caverne e gallerie in roccia, per il riparo delle truppe: le linee distano solo poche decine di metri e questo fronte diventa un punto chiave. Gli assalti, le carneficine, lo stillicidio di vite umane continuano ancora per 27 mesi, limitate solo dal freddo e dalla grande quantità di neve.
Il 22 ottobre 1917 alle 5 di mattina gli austriaci mettono in atto un poderoso attacco per distogliere l'attenzione dei comandi italiani dall'ormai prossimo attacco in forze sull'Isonzo. Al pesante bombardamento segue un assalto alla baionetta; a mezzogiorno il comando austriaco dà l'ordine di ripiegare e l'attacco si esaurisce sulle stesse posizioni. Il 24 ottobre 1917 le armate austro-ungariche sbaragliano la II armata italiana nella rotta di Caporetto e passano l'Isonzo. Il 3 novembre 1917, alle ore 17 le truppe della IV armata (armata delle Dolomiti) ricevono l'ordine di abbandonare le postazioni per ripiegare sulla nuova linea che fa del Monte Grappa il nuovo perno centrale di difesa con il Pasubio a ovest e il Piave a est, per l'ultimo anno di guerra. Inizia un periodo molto duro (l'an de la fam) per la popolazione rimasta, soggetta a requisizioni di bestiame, foraggi e beni di prima necessità.
Il 30 ottobre 1918 le truppe italiane incominciano a rioccupare il Cadore (Pieve viene liberata il 4 novembre) a seguito della definitiva sconfitta e della ritirata degli austro-ungarici, ormai demotivati e ridotti alla fame. La liberazione di Pieve segna la fine della guerra e la vittoria italiana: gli austriaci firmano l'armistizio nella notte tra l'1 ed il 2 novembre a Villa Giusti e, sebbene vi sia concordato il cessate il fuoco solo a partire dal 4 novembre, gli austriaci danno l'ordine del cessate il fuoco immediatamente dal 2 novembre. Fu così che molti territori vennero liberati il 2, il 3 (tra cui Trento) ed il 4 novembre: gli austro-ungarici erano ormai incapaci di combattere, mentre gli ungheresi avevano addirittura già lasciato il fronte da giorni.

### Durante la Guerra di Liberazione
Come tutta la montagna bellunese, tra il 1943 e il 1945 il Cadore, territorio annesso al Grande Reich tedesco (Alpenvorland), non fu estraneo alla lotta partigiana con importanti episodi di guerriglia e zone liberate ben prima del 25 aprile. 
Un'importante brigata fu il Nucleo partigiano "Luigi Boscarin"/"Tino Ferdiani" oltre alla Brigata garibaldina Calvi (Val Boite, Centro Cadore). Il Cadore, territorio annesso al Reich dopo l'8 settembre, fu una delle principali vie di fuga della Wehrmacht in ritirata dalla Penisola. Ciò nonostante già a fine 1944 molte zone si proclamarono liberate senza alcun aiuto da parte degli alleati. Il Cadore è Medaglia d'Oro alla Resistenza per il grande contributo dato.

### Simboli
Gli stemmi di tutti i comuni cadorini, Sappada aggregata nel 1852 esclusa, contengono lo stemma del Cadore: il pino silvestre (anticamente, fino al 1800, un tiglio) rappresenta la fedeltà e la giustizia, le due torri concatenate (il castello di Botestagno e quello di Pieve) l'unità del territorio. Secondo altre fonti il tiglio, raro nel Cadore (vive fino a 1200 m s.l.m.), era considerato un albero sacro da molti popoli antichi, ed attorno ad esso si riuniva il Consiglio degli anziani del villaggio.

## Società

### Magnifica Comunità di Cadore

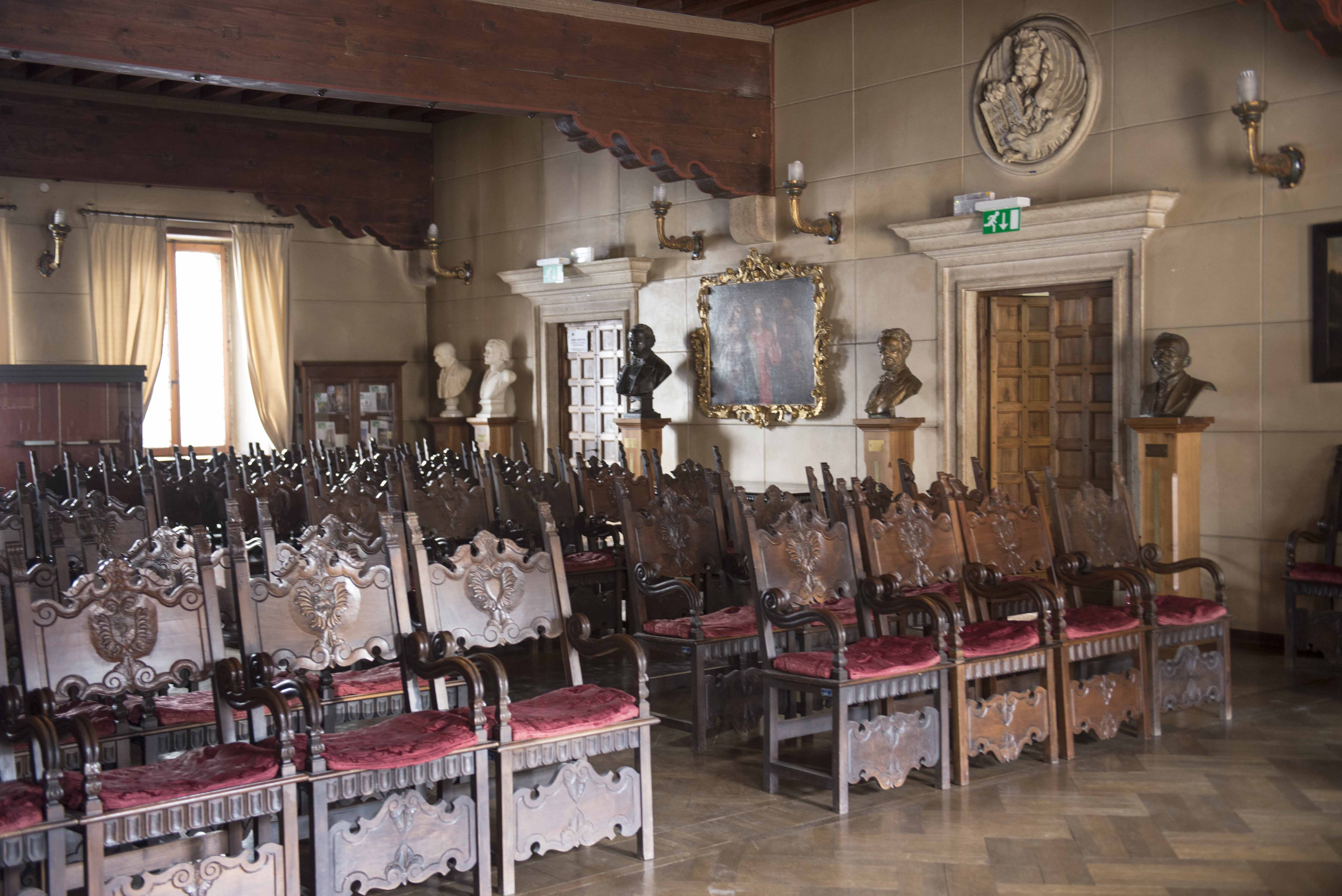
La Sala del Consiglio.

La Magnifica comunità, istituzione che affonda le sue radici nel Medioevo, erede della storia unitaria della regione, delle sue esperienze di autogoverno e dei valori tradizionali espressi dalle genti cadorine costituisce, ancor oggi, un punto di riferimento delle realtà istituzionali e sociali operanti nel territorio. La Magnifica comunità di Cadore, dal XIV secolo, fu la principale istituzione pubblica del Cadore, che fino al 1511 comprendeva anche Ampezzo. Si reggeva sull'osservanza degli Statuti cadorini e vi erano rappresentati i dieci centenari (suddivisione territoriale amministrativa), composti dall'unione di Regole (comunità di villaggio)
Attualmente raggruppa tutti i comuni del Cadore, con finalità di conservazione dell'identità culturale della regione e delle sue risorse ambientali; Cortina d'Ampezzo tuttavia, per la sua lunga passata appartenenza al Tirolo, se ne auto-esclude, pur se la Magnifica ne ha conservato il seggio. Dal 1953 la Magnifica Comunità di Cadore è editrice del mensile Il Cadore, periodico che dà voce alle istanze del territorio continuando una tradizione nata con la prima pubblicazione nel 1868.

### Regole
Ancora oggi molte parti di territorio, soprattutto boschivo, sono di proprietà regoliera, cioè appartenenti agli eredi degli antichi abitatori costituiti in "regole", enti giuridici di diritto privato con propri Statuti derivanti dagli antichi Laudi. Tali proprietà collettive, acquisite per allodio, sono indivisibili, inalienabili ed inusucapibili e sono destinate soprattutto ad attività agro-silvo-pastorali. E l'"allodialità" (piena proprietà del bene) è il fondamento che distingue e differenzia i beni regolieri dai beni pubblici di uso civico (particolari diritti d'uso dei beni -erbatico, legnatico, ecc.-, senza diritto di proprietà, che secondo il vecchio principio erano attribuiti alle comunità unicamente per concessione del Sovrano).
Capo di ogni Regola era, ed è tutt'oggi, il Marigo (in latino "mairicus"), assistito da Consiglieri ("laudatori"), da guardie del pascolo ("saltari"), da un cassiere ("cuietro"), e dal "precone", con funzioni di messo, che eseguiva le pignorazioni e gridava ad alta voce gli ordini del Marigo. Tutte le cariche erano annuali e gli eletti dovevano giurare sul Vangelo di compiere con coscienza il loro lavoro; ogni incarico era obbligatorio e chi rifiutava veniva multato e costretto ad esercitarlo.
La concezione della proprietà nel diritto regoliero:
- Il proprietario

Nella Regola il proprietario non è il singolo individuo, bensì la comunità e non solo la comunità attualmente esistente, ma l'insieme di generazioni passate e future che, tutte assieme alla comunità attuale, hanno a che fare con il bene della Regola.
- La cosa

La Regola (così come visto sopra) è proprietaria di beni silvo-pastorali. Essendo il proprietario un insieme di generazioni di aventi diritto, è impensabile che la cosa possa essere distrutta, come potrebbe avvenire per un bene privato. Anzi, la cosa deve essere protetta, curata e resa atta al suo scopo, cioè deve essere "frugifera", ossia produrre dei frutti. La cosa non è un piano liscio su cui il proprietario proietta i suoi desideri, ma ha delle esigenze che si impongono al proprietario stesso.
- Lo scopo della cosa

Pertanto la cosa, appartenendo a una catena di generazioni, non è destinata allo scambio, non può essere alienata, né divisa; deve continuare a supportare tutti i proprietari.

### Dialetti
Le parlate sono tutte di ceppo ladino, lingua tutelata dalla legge 482/99, ad eccezione del sappadino, dialetto germanofono. L'Istituto Ladin de la Dolomites ha per finalità la promozione e la valorizzazione della parlata e della cultura ladina.

### Unioni montane

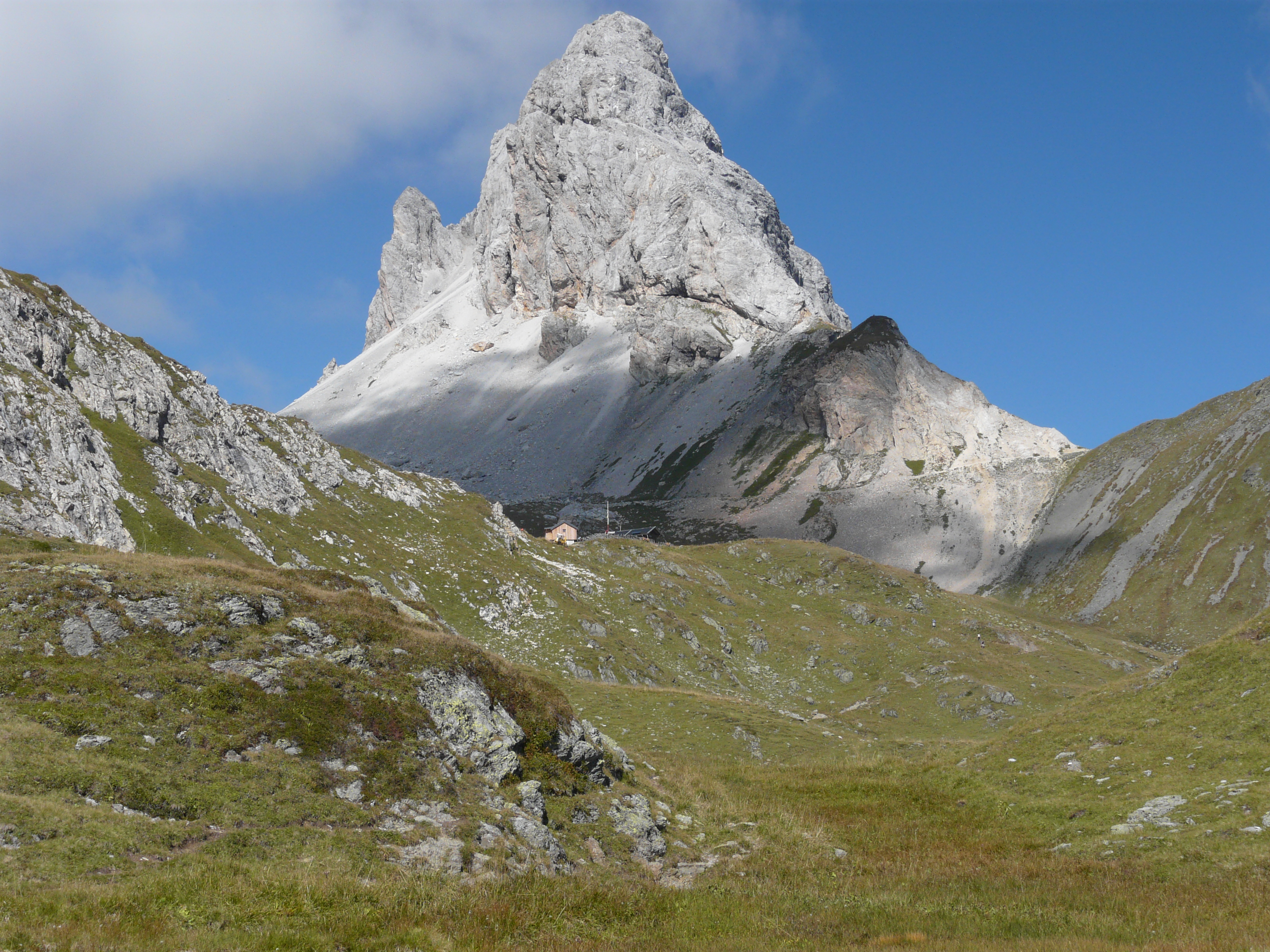
Monte Cavallino/Große Kinigat.

I comuni del Cadore oggi fanno parte di cinque differenti unioni montane (già comunità montane):
- Unione montana Cadore Longaronese Zoldo: Ospitale di Cadore (Ospedàl) e Zoppè di Cadore (Zopè/Žopié), insieme ad altri quattro comuni non cadorini
- Unione montana Agordina: Selva di Cadore (Sélva), insieme ad altri quindici comuni non cadorini
- Unione montana Centro Cadore: Auronzo di Cadore (Aurònžo/Aurònže), Calalzo di Cadore (Cialàuž/Cialòuž), Domegge di Cadore (Doméje), Lorenzago di Cadore (Lorenžàgo), Lozzo di Cadore (Lože), Perarolo di Cadore (Pararuò/Peraruò), Pieve di Cadore (Pièe) e Vigo di Cadore (Vigo)
- Unione montana Comelico: Comelico Superiore (Cumelgu d Sora), Danta di Cadore (Danta), San Nicolò di Comelico (San Nuclò), San Pietro di Cadore (San Pieru), Santo Stefano di Cadore (Sa Stefi).
- Unione montana Valle del Boite: San Vito di Cadore (San Viđo), Vodo di Cadore (Guódo), Borca di Cadore (Bórcia), Cibiana di Cadore (Žubiana) e Valle di Cadore (Val)

Il comune di Cortina d'Ampezzo, parte della comunità montana Valle del Boite sino alla sua conversione in unione montana, ha scelto di non essere più ricompreso in questi enti. Fino al passaggio di Sappada alla regione Friuli-Venezia Giulia, l'Unione montana Comelico era denominata Unione montana Comelico e Sappada.

### Storia religiosa: l'Arcidiaconato

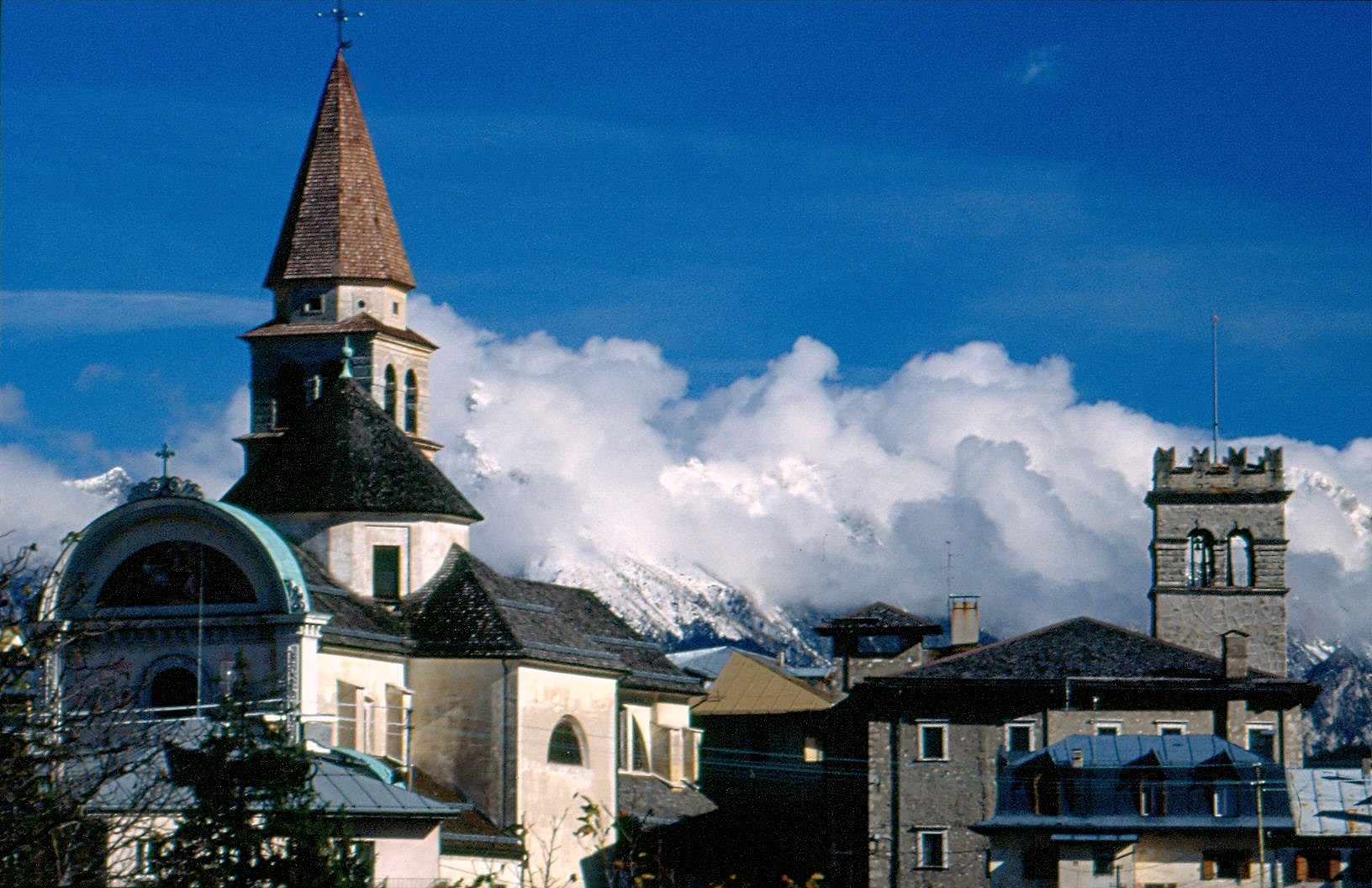
La chiesa arcidiaconale di Santa Maria Nascente a Pieve di Cadore.

L'evangelizzazione del Cadore fu opera di missionari aquileiesi nel corso del IV-V secolo. Con la crescente organizzazione della chiesa locale si costruì il primo edificio cristiano sul monte Ricco presso Pieve nel quale convenivano i fedeli per le celebrazioni dei divini misteri. Tale chiesa fu dedicata a San Pietro mentre la pieve matrice, in tempi successivi, sarà dedicata a Santa Maria Nascente e dipenderà dalla diocesi di Zuglio, suffraganea di Aquileia, fino al 717; direttamente sotto il patriarcato di Aquileia fino al 1751 (anno della sua soppressione); quindi fino al 1846 sotto l'arcidiocesi di Udine (eccetto l'Ampezzo passato, nel 1751 e nel corso degli anni successivi, sotto le diocesi di Gorizia, Lubiana, Bressanone, Belluno dal 1964) e dal 1847 in poi sotto la diocesi di Belluno.
Da Santa Maria Nascente si costituirono altre cappelle sparse sul territorio (Ampezzo, Santo Stefano, Resinego, Auronzo, Avenasio, Domegge, Arvaglo). Le cappelle, già tutte attive in epoca carolingia, erano officiate dai cappellani direttamente sottoposti all'autorità del pievano che risiedeva nella chiesa madre. Il 21 marzo 1208, con un documento rogato a Vicenza presso il notaio Benincasa, veniva concessa autonomia alle sette cappelle maggiori che divennero ecclesie amministrate dotate di propri beni patrimoniali. La pieve madre (arcidiaconato ante 1247) conserverà l'unico battistero fino al 1347 quando il patriarca Bertrando concederà il battistero alle sette chiese plebane e ai rispettivi rettori il titolo di plebanus. Attualmente il Cadore comprende 33 parrocchie; l'arcidiacono è nominato tra il clero cadorino. Nel 2019 all'arcidiacono è rimasto solo il compito di rappresentanza dei parroci in seno alla Magnifica Comunità di Cadore.

### Referendum amministrativi
A Sappada, nel 2008, si è tenuto un referendum consultivo per il passaggio in Friuli-Venezia Giulia che ha ottenuto una altissima maggioranza di favorevoli. Con legge 22 novembre 2017 Sappada è passata in Friuli-Venezia Giulia pur rimanendo parte integrante del Cadore.

## Economia
Il Cadore è stato la "culla" dell'occhialeria italiana. La prima fabbrica di montature è nata a Calalzo nel lontano 1878 ad opera di Angelo Frescura e Giovanni Lozza. Negli anni seguenti, per gemmazione, sono nate molte attività industriali ed artigianali legate all'occhialeria che hanno determinato la formazione di un distretto industriale. La delocalizzazione e la globalizzazione, fenomeni interni ed internazionali manifestatisi a partire dalla metà degli anni '90 del '900, hanno contribuito all'affievolirsi dell'attività manifatturiera predominante tanto che, il Cadore, è ancora in cerca di una nuova via economica che possa garantire il suo prodotto interno lordo. Il turismo potrebbe essere il nuovo "motore" unitamente alla cura dell'ambiente (attività agro-silvo-lattiero-pastorali, culturali, folcloristiche) purché convergano investimenti e politiche di sostegno.

### Turismo

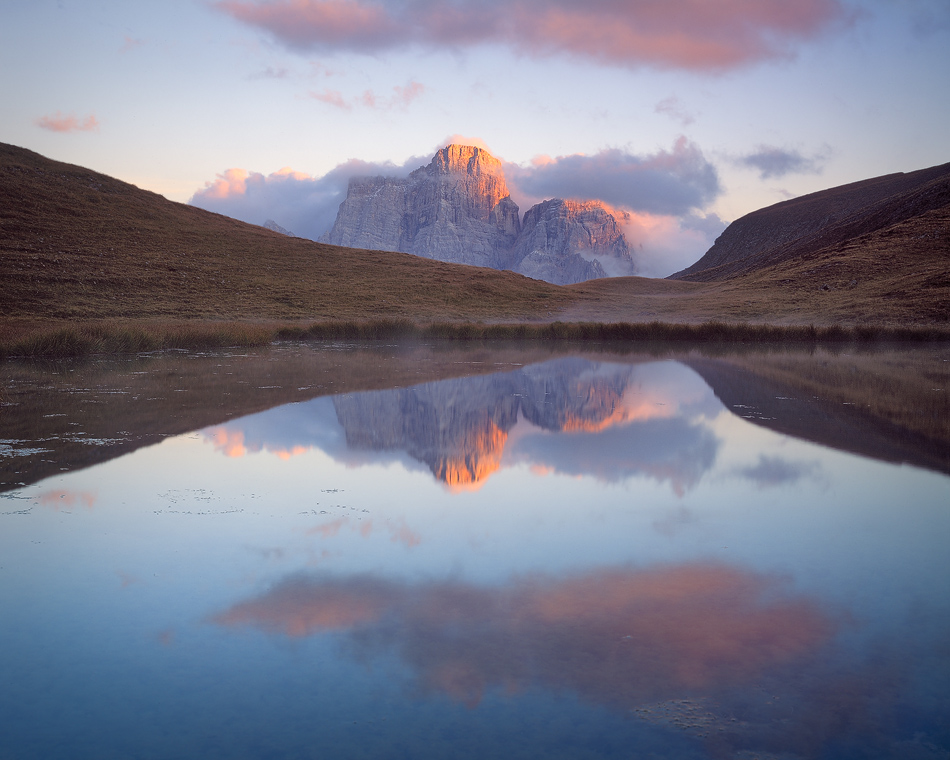
Il lago delle Baste.

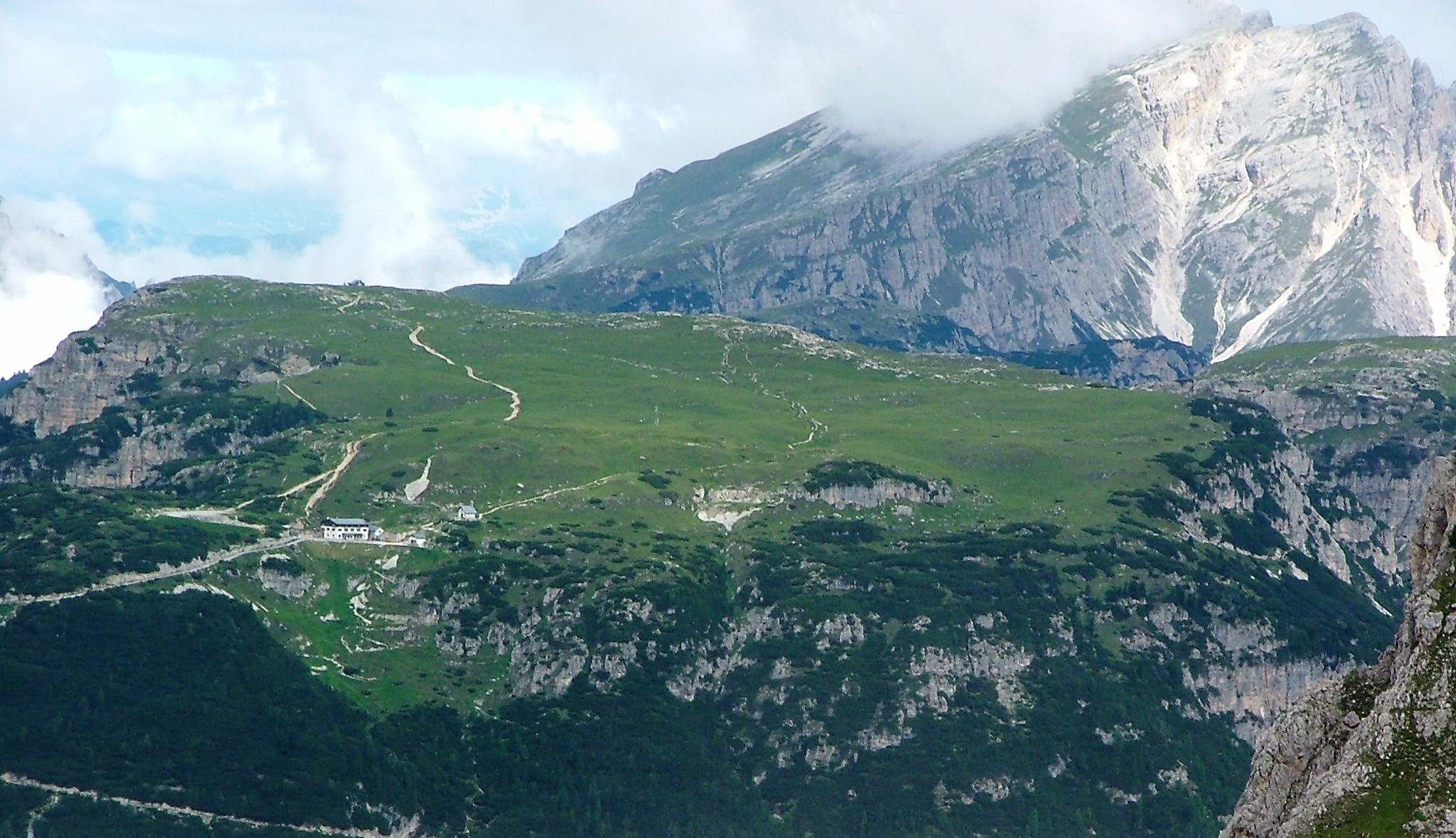
Il monte Piana con il rifugio Angelo Bosi.

Lo sviluppo del turismo, sorto nel XIX secolo ma sviluppatosi soprattutto a partire dagli inizi del XX secolo, ha toccato anche il Cadore, che oggi vede in questo settore sociale ed economico una delle sue principali realtà.
Le principali attrazioni ambientali del Cadore sono:
- Lago di Misurina
- Tre Cime di Lavaredo
- Cadini di Misurina
- Croda dei Toni
- Antelao
- Sorapiss-Croda Marcora
- Tofane
- Marmarole, Pian dei Buoi e riserva naturale Somadida
- Pelmo, Monte Rite e Forcella Forada
- Cristallo-Piz Popena
- Croda da Lago e Lastoni di Formin
- Passo di Giau[18] e Mondeval
- Passo della Mauria e monte Cridola
- Altopiano di Casera Razzo
- Gruppo del Popera-Cima Undici (attraversato dalla Strada degli Alpini)
- Monte Peralba e Piave
- Val Visdende, Cavallino-Pitturina e Col Quaternà

Il territorio è attraversato dalla Via Alpina (itinerario giallo) e da alcune delle più conosciute Alte Vie delle Dolomiti. L'Alta via n. 1 (la classica) e la n. 3 (dei camosci) attraversano l'Oltrechiusa e l'Ampezzano. L'Alta via n. 4 (di Grohmann) e la n. 5 (di Tiziano) il Centro Cadore e il Comelico, l'Alta via n. 6 (dei silenzi) Sappada e l'Oltrepiave. Sul territorio si sviluppa anche l'innovativo percorso denominato Dolomiti senza confini | Dolomiten ohne Grenzen, una concatenazione di dodici vie ferrate che collega idealmente l'alto Cadore, la Pusteria e la Gailtal. La via attraversa le Tre Cime di Lavaredo, la Croda dei Toni, il Popera, il Cavallino, la Pitturina e il Palombino, collegando il rifugio Auronzo al Porzehütte. Da segnalare anche alcune famose vie ferrate:
- La via ferrata Alfonso Vandelli sul gruppo del Sorapiss
- Il sentiero attrezzato Bonacossa sul gruppo dei Cadini di Misurina
- La strada degli Alpini sul gruppo del Popera[20]
- La via ferrata De Luca-Innerkofler sul gruppo del Paterno
- La via ferrata Ivano Dibona sul gruppo del Monte Cristallo

Escursionistico e accessibile ad un più vasto pubblico è invece il Marmarole Runde, un percorso ad anello attorno al gruppo delle Marmarole.

## Infrastrutture e trasporti
Vi si accede principalmente risalendo l'autostrada A27 di Alemagna, fino a Ponte nelle Alpi, per poi proseguire sulla strada statale 51 di Alemagna. Raggiunto Pieve di Cadore e mantenendosi sulla stessa SS 51, si può attraversare la valle del Boite oppure, innestandosi sulla SS 51 bis, si può raggiungere il Comelico seguendo la strada statale 52 Carnica o la val d'Ansiei, fino al passo Tre Croci e Misurina, seguendo la strada statale 48 delle Dolomiti.
È servito dalla ferrovia Belluno-Calalzo, con le fermate di Perarolo di Cadore e di Calalzo P.C.-Cortina.
Il trasporto pubblico è effettuato in massima parte da una sola società, la DolomitiBus S.p.A., privata a partecipazione della Provincia di Belluno, operante servizi di bus interurbani da, per o attraverso tutti i principali centri abitati.
Inoltre vi si può accedere attraversando diversi passi e forcelle:
- Passo Giau per la SS 638
- Passo Falzarego per la SS 48
- Passo di Cimabanche per la SS 51
- Passo di Monte Croce Comelico per la SS 52
- Cima Sappada per la SS 335
- Forcella Lavardet e altopiano di Casera Razzo per la SS 619
- Passo Mauria per la SS 52
- Forcella Cibiana per la SS 347

## Enogastronomia
Il Cadore è terra di confine, quindi più soggetta a scambi ed adattamenti culturali e, perciò, anche gastronomici. La cucina tradizionale si basa sulla semplicità e la genuinità dei prodotti di montagna: fa uso di polenta, pestariei (polentina liquida a base di mais, latte, burro, formaggio), patate (patate e formai), fagioli, funghi, erbe di montagna che accompagnano piatti a base di cacciagione quali cervo e capriolo marinati e stufati; gulasch; costicine, stinco e salsicce di maiale; pendole (carne con osso suina, ovina affumicata); il fricò (tortino-frittata di formaggi). Tra i primi piatti figurano canederli; gnocchi di patate, di pane, di zucca gialla o alle erbe (s-ciopete, asparago selvatico, malva, menta, sbulìe, capuže); casunžiei (pasta a mezzaluna ripiena con patate, ricotta, burro, rape rosse) condita con burro fuso, semi di papavero e ricotta affumicata; minestre di orzo e di fagioli, con le cotiche; orzotto alle verdure; tagliatelle al sugo di selvaggina, alle erbe. Ottimi anche i formaggi di malga, lo speck di Perarolo, il prosciutto sappadino. Tra i dolci: strudel di mele, frittelle di mele, le žope, la péta.

## Leggende
Numerosissime sono le leggende legate a questi luoghi. I nomi di "Cridola" e "Croda" sembra derivino da Cruodo, nome successivamente dato al dio Thor, divinità che qualcuno ritiene legata al gruppo montuoso degli Spalti di Toro (Spàute de Tóro o Spòute de Tóro in cadorino). Nel racconto il Regno dei Fanes di Karl Felix Wolff, si narra dello scontro finale fra il popolo dei Fanes ed una coalizione di antichi popoli con i quali i Paleoveneti, risaliti lungo la valle del Piave fino al Cadore, si erano lì integrati pacificamente. Ci sono inoltre leggende che parlano dei Croderes e la Regina Tanna, dell'Antelao e la Samblana, del lago de la femenes, della Beata Vergine della Difesa, nonché la leggenda di una ragazza di nome Merisana ambientata nei Lastoni di Formin.